# Porcellio toyamaensis
Porcellio toyamaensis är en kräftdjursart som beskrevs av Nunomura 1980. Porcellio toyamaensis ingår i släktet Porcellio och familjen Porcellionidae. Inga underarter finns listade i Catalogue of Life.